# Amficjony
Amficjony (Amphicyonidae) – wymarła rodzina ssaków drapieżnych żyjących od późnego eocenu do późnego miocenu 37-9 milionów lat temu (MLT). Z jęz. angielskiego nazywane niedźwiedziopsami. Wcześniej zaliczane były w randze podrodziny Amphicyoninae do psowatych.

## Klasyfikacja

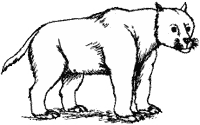
Rysunek przedstawiający amficjona

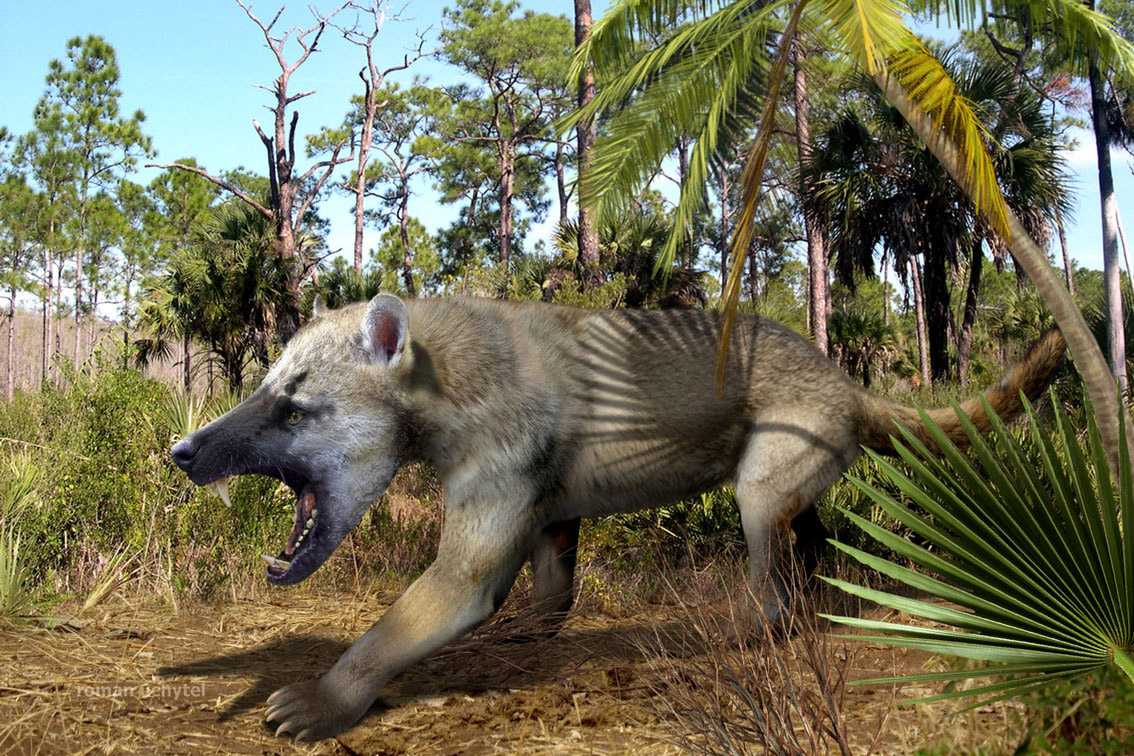
Rekonstrukcja Amphicyon ingens

Kiedy jeszcze amficjony były uważane za bliskich krewnych niedźwiedziowatych, pewne dowody zasugerowały, że mogą one należeć do najbardziej pierwotnej grupy psokształtnych.

## Opis
Zwierzęta te były wysokości baribala, dzisiejszego gatunku niedźwiedzia. Prawdopodobnie czatowały w ukryciu na zdobycz, albowiem ich krótkie nogi przystosowane były do krótkiego biegu po gwałtownym zrywie. Swe młode wychowywały w norach pod ziemią.

## Migracje
Podczas wczesnego miocenu duża liczba tych drapieżników wyemigrowała poprzez Eurazję do Ameryki Północnej. Ta grupa zaliczana jest do podrodziny Amphicyoninae ze Starego Świata. Najwcześniej pojawiła się wielka Ysengrinia, po niej zaś Cynelos, aż w końcu Amphicyon. Napływ niedźwiedziopsów, którym towarzyszyły kopytne Starego Świata i małe ssaki, znamionował długi okres (23-16,5 MLT) wymiany fauny pomiędzy Azją i Ameryką Północną poprzez Cieśninę Beringa. Przedstawiciele podrodziny Daphoeninae (Daphoenodon, Borocyon) i Temnocyoninae koegzystowały z rodzajami z Amphicyoninae ze Starego Świata (Ysengrinia, Amphicyon, Cynelos) 23,7-17,5 MLT. Były tu obecne jak na razie największe lądowe drapieżniki (masa 50-100 kg), które wyewoluowały na kontynencie północnoamerykańskim. Rodzaje przybyłe, jak Ysengrinia, Cynelos i Amphicyon, pojawiły się tam odpowiednio 23, 19,2 i 18,8 MLT. Zapoczątkowana tak podróż euroazjatyckich niedźwiedziopsów do Ameryki trwała do środkowego miocenu.

## Systematyka
- Podrodzina Amphicyoninae
  - Agnotherium
    - A. antiquus
    - A. grivense

  - Amphicyon
    - A. frendens
    - A. bohemicus
    - A. castellanus
    - A. caucasicus
    - A. galushai
    - A. giganteus
    - A. ingens
    - A. intermedius (typowy)
    - A. laugnacensis
    - A. longiramus
    - A. major
    - A. pontoni
    - A. reinheimeri
    - A. riggsi
    - A. tairumensis
    - A. ulungurensis

  -  Amphicyonopsis
    - A. serus

  - Brachycyon
    - B. reyi
    - B. palaeolycos
    - B. gaudryi

  - Cynelos
    - C. caroniavorus
    - C. crassidens
    - C. helbingo
    - C. idoneus
    - C. jourdan
    - C. lemanensis
    - C. pivetaui
    - C. rugosidens
    - C. schlosseri
    - C. sinapius

  - Cynodictis
    - C. lacustris

  - Euroamphicyon
    - E. olisiponensis
    - Gobicyon
    - G. macrognathus
    - G. zhegalloi

  - Guangxicyon
    - G. sinoamericanus

  - Haplocyon
    - H. elegans
    - H. crucians

  - Haplocyonoides
    - H. mordax
    - H. serbiae
    - H. ponticus

  - Haplocyonopsis
  - Harpagocyon
  - Heducides
  - Ischyrocyon
    - I. gidleyi

  - Paradaphoenus
    - P. cuspigerus
    - P. minimus
    - P. tooheyi

  - Pericyon
  - Pliocyon
    - P. medius
    - P. robustus

  - Proamphicyon
  - Protemnocyon
  - Pseudarctos
    - P. bavaricus

  - Pseudamphicyon
    - P. bavaricus

  - Pseudocyon
    - P. sansaniensis
    - P. steinheimensis
    - P. styriacus

  - Pseudocyonopsis
    - P. ambiguus
    - P. antiquus
    - P. quercensis

  - Symplectocyon
  - Ysengrinia
    - Y. americanus
    - Y. depereti
    - Y. geraniana
    - Y. ginsburg
    - Y. tolosana
- Podrodzina Daphoeninae (Ameryka Północna)
  - Adilophontes
    - A. brachykolos

  - Borocyon
  - Brachyrhyncocyon
    - B. dodgei
    - B. montanus

  - Daphoenictis
    - D. tedfordi
    - Daphoenodon
    - D. falkenbachi
    - D. notionastes
    - D. robustum
    - D. periculosus
    - D. skinneri
    - D. superbus

  - Daphoenus
    - D. dodgei = Daphoenocyon dodgei
    - D. felinus
    - D. hartshornianus
    - D. inflatus
    - D. lambei
    - D. nebrascensis
    - D. socialis
    - D. transversus
    - D. vetus

  - Paradaphoenus
    - P. cuspigerus
    - P. minimus
    - P. tooheyi
- Podrodzina Temnocyoninae (Ameryka Północna)
  - Mammacyon
    - M. obtusidens

  - Temnocyon
    - T. altigenis
    - T. ferox
    - T. percussor
    - T. venator
- Podrodzina Thanmastocyoninae